# Dresdner Parkeisenbahn EA02
Die Lokomotive EA02 ist eine bei der Dresdner Parkeisenbahn verkehrende Elektroakkulokomotive.
Die Lokomotive besteht aus zwei Lokteilen. Sie kann bis zu acht Wagen der Parkeisenbahn ziehen und verrichtet dort fast jeden Tag ihren Dienst. Sie wird mit Elektromotoren, die sich an jedem Drehgestell befinden, angetrieben. Diese erhalten ihre Energie aus vier Batterietrögen mit je 60 Zellen und einem Gesamtgewicht von 3,2 t. Die Akkumulatoren werden nachts aufgeladen und liefern genug elektrische Energie für einen gesamten Betriebstag.

## Geschichte
Die Lokomotive wurde 1982 speziell für ihren Einsatzzweck bei einer Liliputbahn entworfen und im Reichsbahnausbesserungswerk Dresden der Deutschen Reichsbahn gebaut.
Das Fahrzeug wurde nach ihrem Bau 1982 der Parkeisenbahn zusammen mit neuen Wagen für einen vierten Zug übergeben. Dieser war damals nötig, um das hohe Fahrgastaufkommen der damaligen Pioniereisenbahn abzudecken und um die Dampflokomotiven zu entlasten.
Die Lokomotive war zur Jahrtausendwende wegen technischer Mängel abgestellt worden. Es erfolgte eine Spendenaktion, um die Lokomotive zur Diesellokomotive umzubauen. Da diese scheiterte und ungeklärt war, ob man für eine Diesellok im Großen Garten, einem Park im Zentrum Dresdens, eine Betriebserlaubnis erhalten würde, entschloss man sich, die Lok aufzuarbeiten und als Elektroakkulok zu behalten. Die Lokomotive wurde 2004 von ihrer ursprünglichen roten Farbe blau umlackiert.

## Bildergalerie

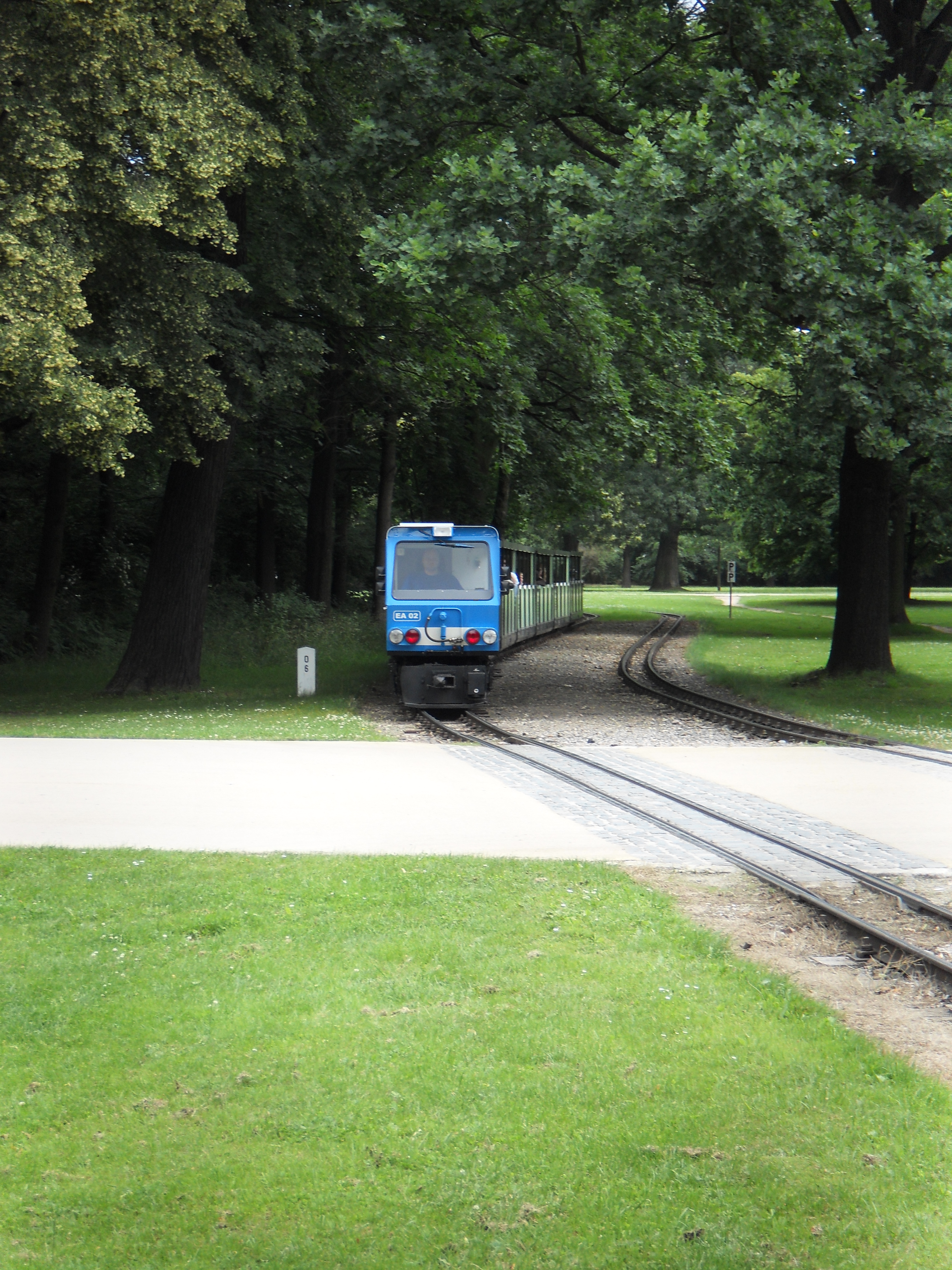
Am Bahnübergang Hauptallee
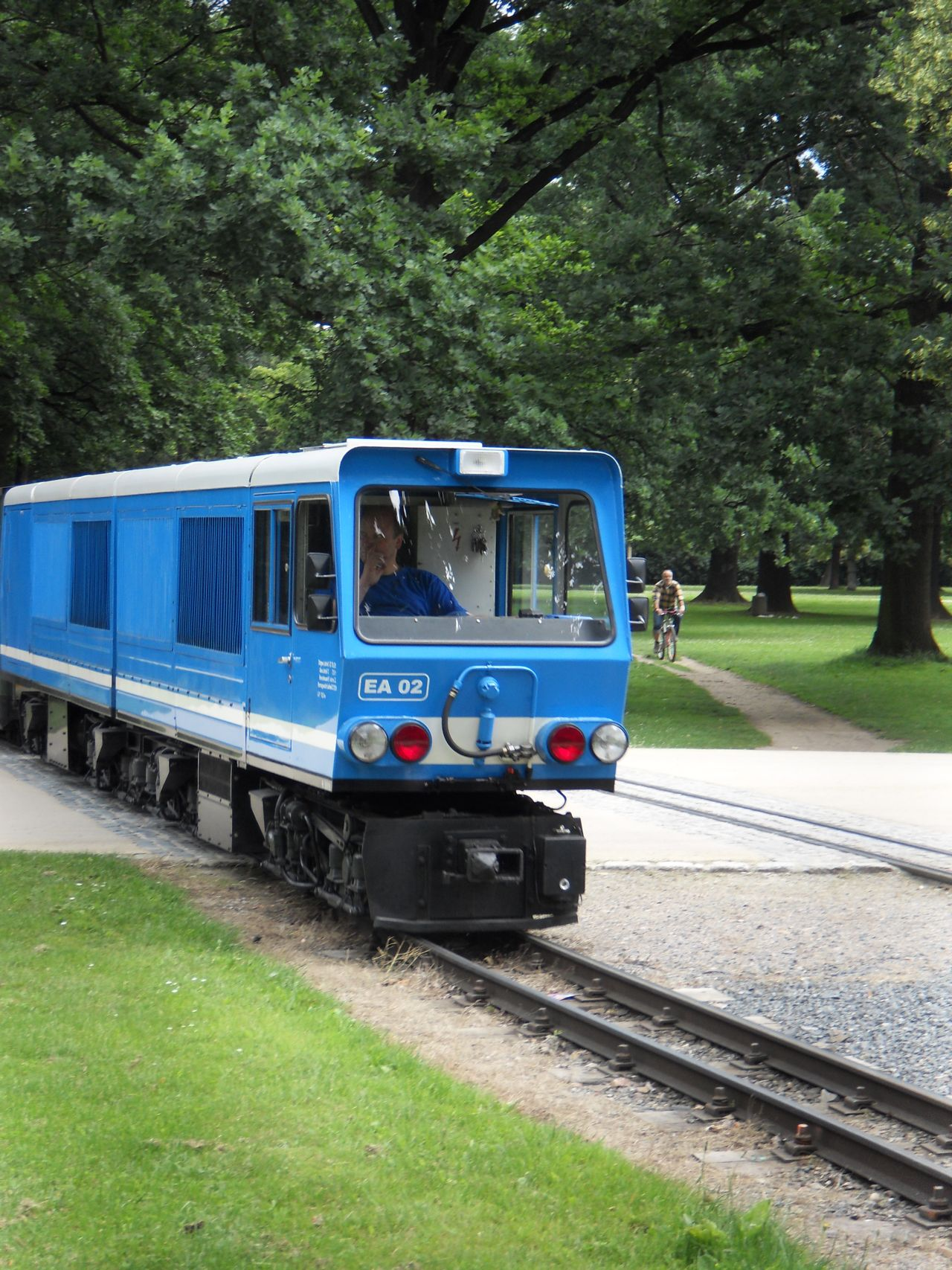
Führerstand von nahem
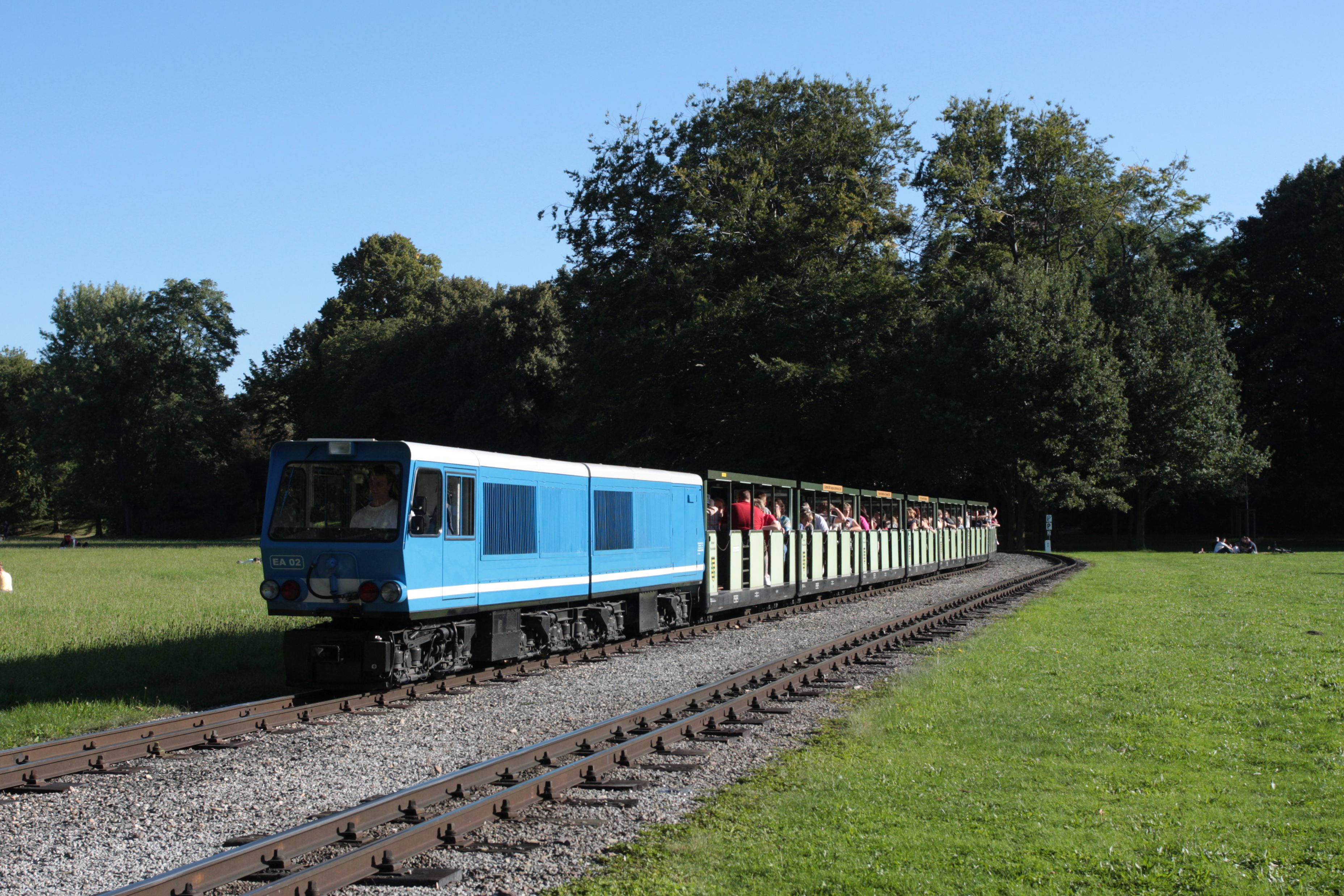
Zwischen Zoo und Straßburger Platz
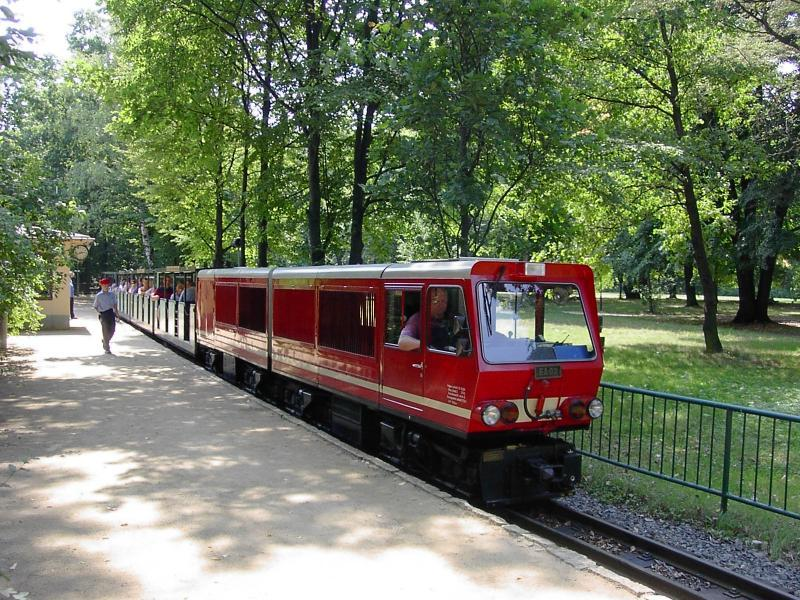
EA02 mit roter Lackierung im Jahre 2003 im Bahnhof Karcherallee